# Iuliana Popa
Pour les articles homonymes, voir Popa.
Iuliana Popa est une rameuse roumaine née le 5 juillet 1996. Elle a remporté la médaille de bronze du huit féminin aux Jeux olympiques d'été de 2016 à Rio de Janeiro.